# Comuna Bosanci, Suceava
Bosanci, anterior Bosancea (în germană Bossancze, în poloneză Boszańce), este o comună în județul Suceava, Bucovina, România, formată din satele Bosanci (reședința) și Cumpărătura. Populația comunei este de 6.719 locuitori. Este situată la 8 km de municipiul Suceava și la 90 km de Cernăuți.

## Istoric
Teritoriul actual al satului Bosanci a fost locuit încă din vremuri străvechi. Astfel, în punctul "La pod la Rediu", aflat kilometrul 5 al șoselei Suceava-Pașcani, au fost descoperite urme ale prezenței umane din neolitic. Acolo a fost scos la iveală un sit arheologic, care este inclus în prezent pe Lista monumentelor istorice din județul Suceava, sub codul SV-I-s-B-05399.  Acest sit arheologic este format din 2 obiective:
- o necropolă cu două morminte de incinerație - datând din sec. IV - III înainte de Hristos (cultura La Tène) și având codul SV-I-m-B-05399.01
- o așezare - datând din neolitic și având codul SV-I-m-B-05399.02

Satul Bosanci este una dintre cele mai vechi așezări din județul Suceava, fiind situat la aproximativ 8 km sud-est de municipiul Suceava, unele teorii susținând că ar fi o veche colonie de vlahi din Bosnia aduși să păzească drumul comercial ce lega Marea Baltică de Marea Neagră.  Prima atestare documentară a satului Bosanci datează din 14 august 1432, când „Ilie Voievod (fiul lui Alexandru cel Bun) dăruiește boierului său Isaiea satele Tișăuți, ... jumătate din Bosancea, Selajănii, Dobrovleanii...” 
În anul 1774 a fost construită în satul Bosanci o biserică de lemn de către meșterii populari Chiril Ungureanu și Crăciun Cazac. 
După anexarea Bucovinei de către Imperiul Habsburgic (1774), satul Bosanci s-a aflat până în 1918 în Imperiul Habsburgic, ulterior Austro-Ungaria, satul fiind inclus în districtul Suceava. În secolul al XVIII-lea se stabilesc în localitate familii de români ardeleni și ruteni galițieni, ce se vor contopi cu populația locală. În 1780, conform recensământul efectuat de austrieci, în Bosanci locuiau 138 de familii. În 1775 a fost înființat la Bosanci o stație de carantină (Contumazamt) cu scopul de a preveni răspândirea epidemiilor în Bucovina (și implicit în Imperiul Habsburgic) dinspre Estul Europei (Moldova-ulterior Regatul României, Imperiul Otoman și Imperiul Rus). Centre de carantină au existat în mai multe zone de graniță ale Bucovinei (Boian, Băișești, Sinăuți, Onut).
Cu ocazia vizitei sale din 1783 în Bucovina, împăratul Iosif al II-lea a venit și în satul Bosanci (Iar în anul de la mântuirea lumii 1783, în patru zile ale lunii iunie, venind Iosif, împăratul Austriei, a mers pe la marginea Cordunului, ca să vadă hotarul, și a venit și prin satul ce se numește Bosanci).
Prima școală din Bosanci a fost înființată în 1859, ea fiind mutată la 25 august 1907 într-un sediu modern cu două etaje, construit în stil austriac. În anul 1888, ca urmare a unei convenții comerciale și vamale între Austro-Ungaria și România, s-a înființat în comună un punct vamal, care a contribuit la dezvoltarea schimbului de mărfuri între cele două țări.
Deoarece bisericuța de lemn devenise neîncăpătoare a devenit necesară construirea unei noi biserici. Astfel, între anii 1902-1905 a fost construită Biserica "Sf. Gheorghe" din Bosanci, jumătate din cheltuielile de construcție fiind suportate de prințul Mihail Sturdza (1886-1980), care deținea moșii în localitate. Biserica a fost realizată după planurile arhitectului austriac Karl A. Romstorfer, fiind sfințită la data de 8/21 septembrie 1907 (de sărbătoarea Nașterii Maicii Domnului) de către IPS Dr. Vladimir de Repta, arhiepiscopul Cernăuților și mitropolitul Bucovinei și Dalmației. În anul 1920, biserica de lemn a fost strămutată în satul Moara Nica (aflat în apropiere de Bosanci).
În primul război mondial a luptat un număr de 1.375 de bosănceni. După Unirea Bucovinei cu România (1918), satul Bosanci (pe atunci Bosancea) a făcut parte din județul interbelic Suceava, având o populație de 6.676 locuitori, conform recensământului din 1930. În anul 1944 apropierea frontului româno-sovietic de sat a determinat evacuarea locuitorilor.
Prin reforma agrară din 1945 s-a realizat împroprietărirea unui mare număr de locuitori bosănceni.

## Descrierea stemei
Stema comunei Bosanci se compune dintr-un scut pe fond roșu. Scutul este încărcat cu un arbore dezrădăcinat verde, înconjurat de două spice de grâu, încrucișate în partea inferioară, de aur. Scutul este timbrat cu o coroană murală cu un turn de argint.
Semnificațiile elementelor însumate:
Propunerea de stemă a comunei Bosanci asigură concordanța elementelor acesteia cu specificul economic, social, cultural și tradiția istorică ale comunei, respectând tradiția heraldică a acestei zone și legile științei heraldicii.
Coroana murală cu un turn de argint semnifică faptul că așezarea este comună.

## Demografie
Componența etnică a comunei Bosanci
     Români (80,17%)
     Romi (3,03%)
     Alte etnii (16,8%)
Componența confesională a comunei Bosanci
     Ortodocși (59,69%)
     Penticostali (21,42%)
     Baptiști (1,43%)
     Alte religii (0,5%)
     Necunoscută (16,97%)
Conform recensământului efectuat în 2021, populația comunei Bosanci se ridică la 6.802 locuitori, în creștere față de recensământul anterior din 2011, când fuseseră înregistrați 6.719 locuitori. Majoritatea locuitorilor sunt români (80,17%), cu o minoritate de romi (3,03%). Din punct de vedere confesional, majoritatea locuitorilor sunt ortodocși (59,69%), cu minorități de penticostali (21,42%) și baptiști (1,43%), iar pentru 16,97% nu se cunoaște apartenența confesională.

## Politică și administrație
Comuna Bosanci este administrată de un primar și un consiliu local compus din 15 consilieri. Primarul, Neculai Miron[*], de la Alianța pentru Unirea Românilor, este în funcție din 2016. Începând cu alegerile locale din 2024, consiliul local are următoarea componență pe partide politice:
|  | Partid                          | Consilieri | Componența Consiliului | Componența Consiliului | Componența Consiliului | Componența Consiliului | Componența Consiliului | Componența Consiliului | Componența Consiliului | Componența Consiliului |
|  | ------------------------------- | ---------- | ---------------------- | ---------------------- | ---------------------- | ---------------------- | ---------------------- | ---------------------- | ---------------------- | ---------------------- |
|  | Alianța pentru Unirea Românilor | 8          |                        |                        |                        |                        |                        |                        |                        |                        |
|  | Partidul Social Democrat        | 4          |                        |                        |                        |                        |                        |                        |                        |                        |
|  | Partidul Național Liberal       | 2          |                        |                        |                        |                        |                        |                        |                        |                        |
|  | Partidul S.O.S. România         | 1          |                        |                        |                        |                        |                        |                        |                        |                        |

## Recensământul din 1930
Componența etnică a comunei Bosanci
     Români (89,8%)
     Polonezi (9%)
     Germani (1%)
     Altă etnie (0,2%)

<div class="transborder" style="position:absolute;width:100px;line-height:0;
Componența confesională a comunei Bosanci
     Ortodocși (89,45%)
     Romano-catolici (9,84%)
     Baptiști (0,5%)
     Altă religie (0,21%)
Conform recensământului efectuat în 1930, populația comunei Bosanci se ridica la 6.676 locuitori. Majoritatea locuitorilor erau români (89,8%), cu o minoritate de polonezi (9,0%) și una de germani (1,0%). Restul locuitorilor erau: ruși (1 persoană), ruteni (2 persoane) și evrei (9 persoane). Din punct de vedere confesional, majoritatea locuitorilor erau ortodocși (89,45%), dar existau și minorități de romano-catolici (9,84%) și baptiști (0,5%). Restul locuitorilor erau: greco-catolici (1 persoană), luterani/evanghelici (9 persoane), mozaici (9 persoane).

## Personalități
- Theofil Sauciuc-Săveanu (1884-1971) - istoric, membru corespondent al Academiei Române
- Gheorghe Bujorean (1893-1971) - botanist, fitocenolog, florist român
- Iohan (Ion) Rachmuth (1911-1990) - economist român de origine evreiască, profesor universitar, membru corespondent al Academiei Române
- Yitzhak Ben-Aharon (1906-2006)- politician și ideolog socialist israelian, secretar general al Confederației Generale a Muncitorilor, principalul sindicat din Israel, ministru al transporturilor (1959-1962) și deputat în Knesset-ul (Parlamentul) statului Israel, laureat al Premiului de stat Israel- Premiul Israel
- Simion Stanciu - membru al Dietei din Viena, mai târziu mutându-se în Vechiul Regat al României devine primul țăran deputat al județului Botoșani
- Jakob von Petrowicz (1815-1869), politician bucovinean, primul primar autonom de Cernăuți (votat exclusiv de membri dietei) și vice-mareșal al Ducatului Bucovinei pe timpul Imperiului Habsburgic
- Peter von Petrowicz (1820-1867)- ofițer austriac, înscris la Academia imperială de Inginerie și Tehnică Militară din Viena în 1833; din 9 martie 1839, sublocotenent în Regimentul Nr. 24 de Infanterie Lucca. A murit în 1867, când avea gradul de colonel în același regiment, la Viena [16]
- Aurelian Donisă (1909-1989)- sculptor
- Marie Mikanová Zlatníková - sculptoriță și pictoriță cehă născută în Bosanci pe 29 ianuarie 1901 și decedată pe 22 octombrie 1985 la Praga[17]
- Iosif Brucăr (1888-1960) - filosof și istoric al filosofiei, preocupat de metafizică, teoria cunoașterii, istoriografie filosofică și fenomenologie [18]

## Obiective turistice
- Biserica Sfântul Gheorghe din Bosanci - sfințită în 1907
- Situl arheologic La pod la Rediu
- Situl arheologic Nemirceni și satele dispărute Nemirceni și Borghinești
- Fânațele seculare Ponoare
- Muzeul Pompierilor
- Biserica Sfânta Cuvioasă Parascheva din Cumpărătura

## Imagini

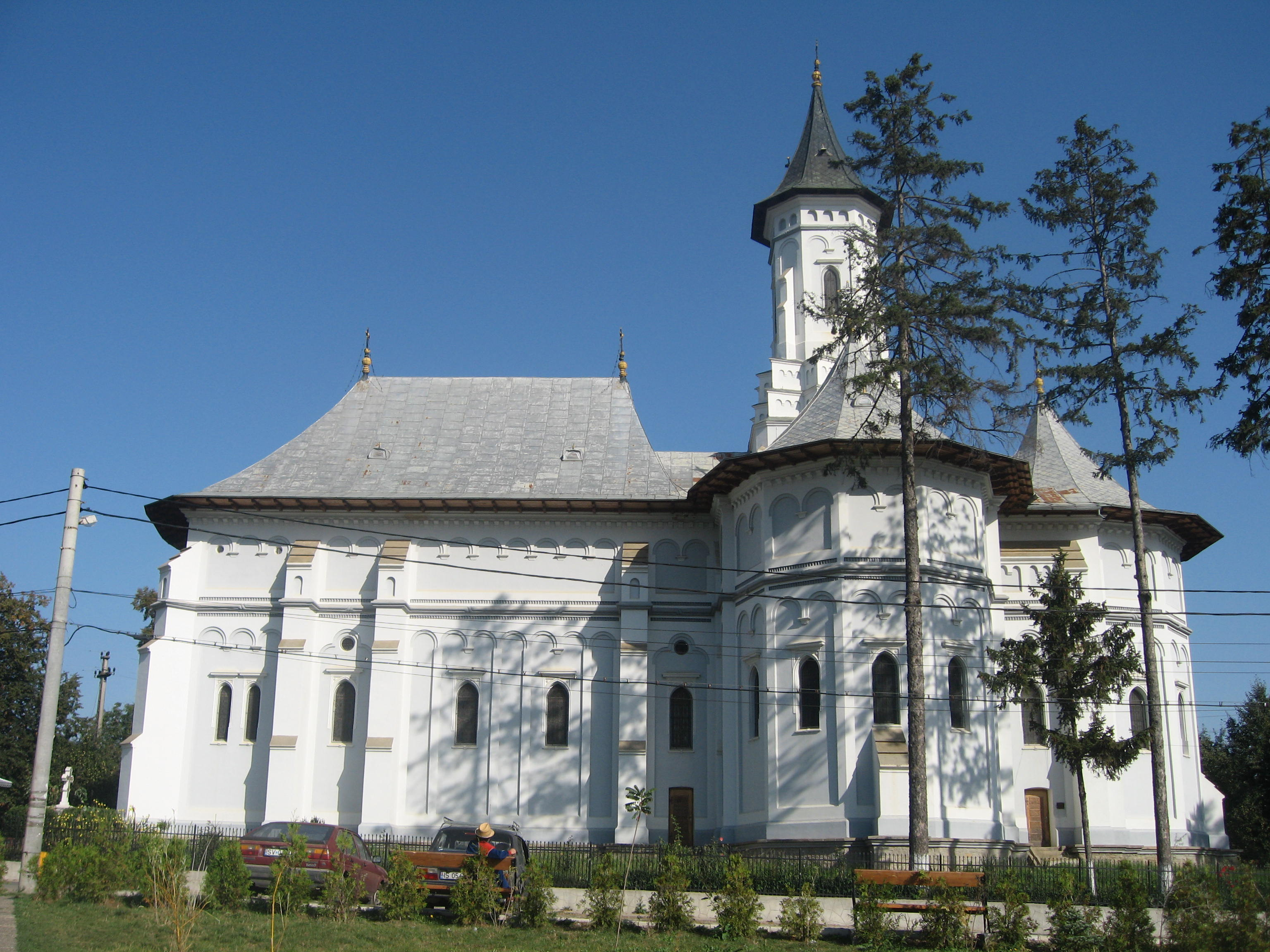
Biserica "Sf. Gheorghe" - sfinţită în 1907
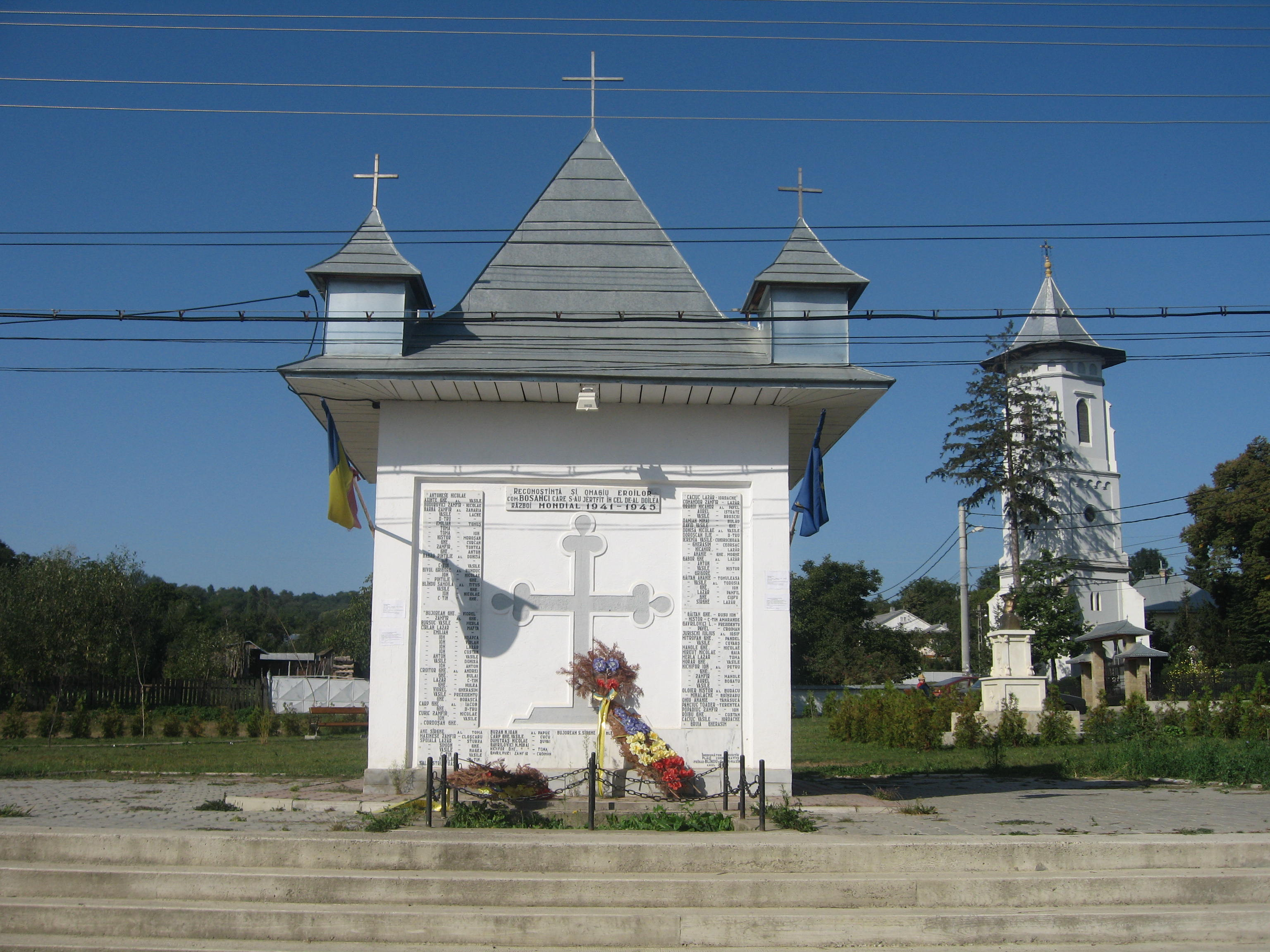
Monumentul eroilor bosănceni din al doilea război mondial
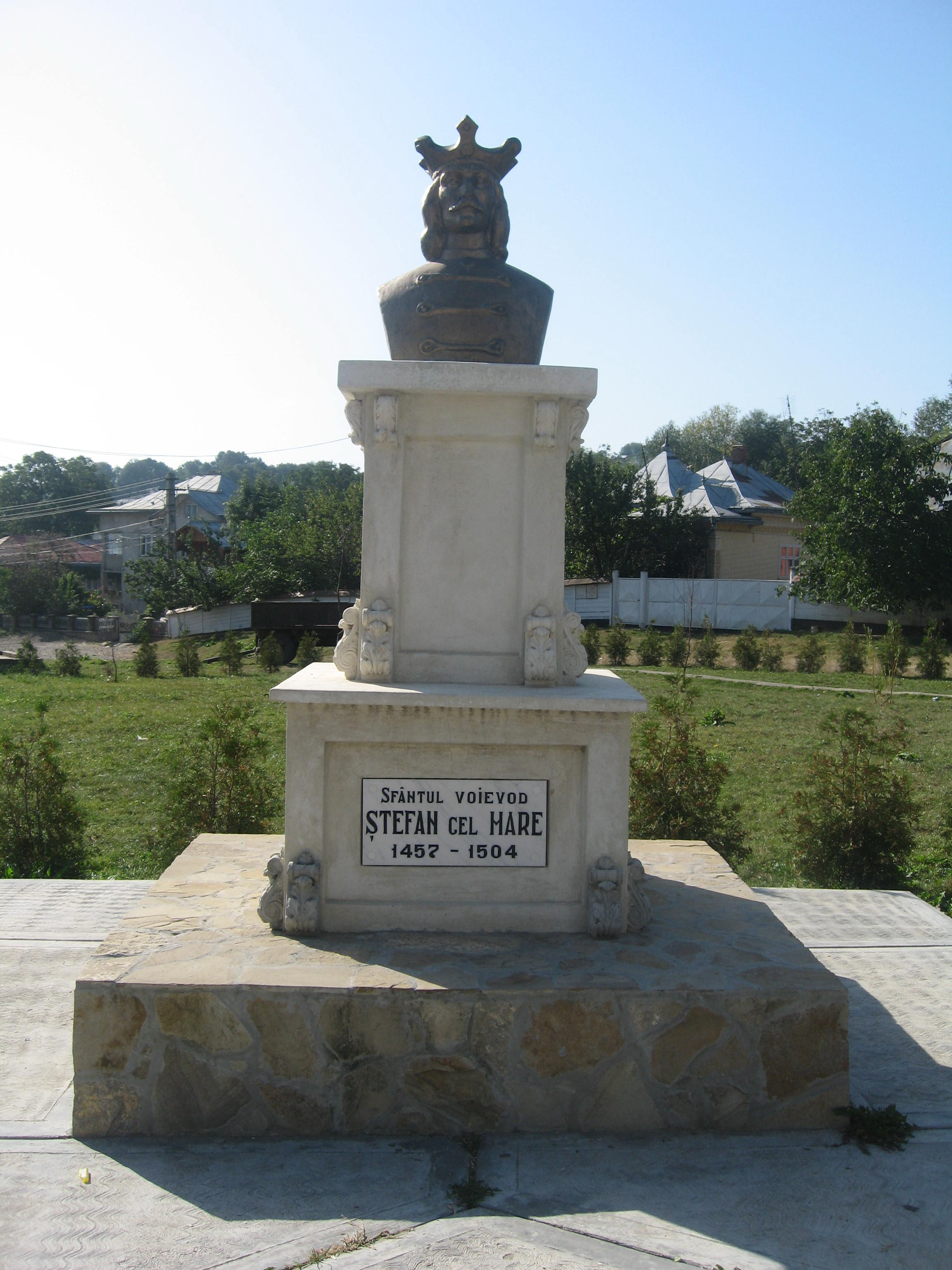
Bustul domnitorului Ştefan cel Mare, aflat vizavi de biserică
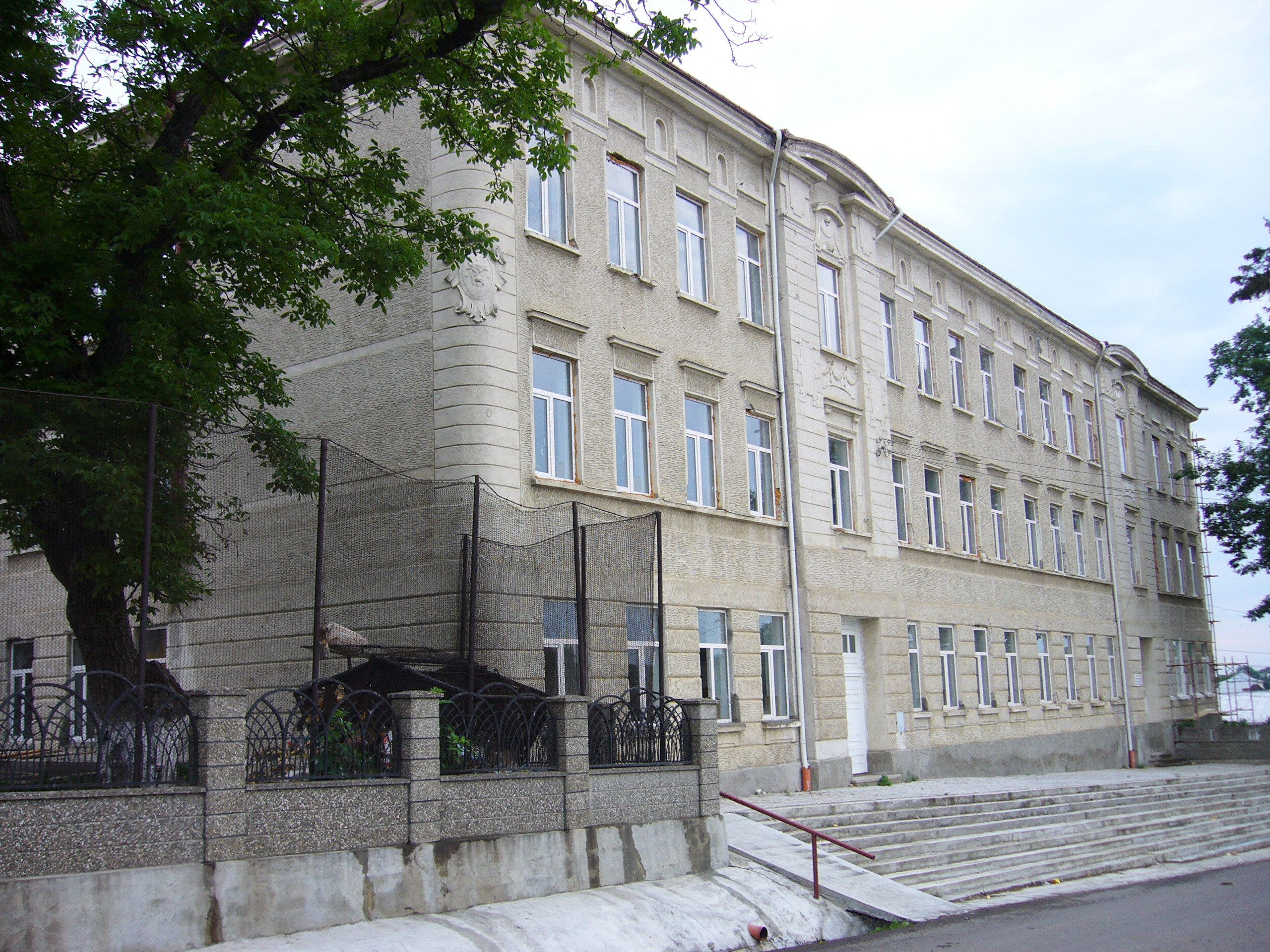
Şcoala din Bosanci, înainte de renovare (2008)
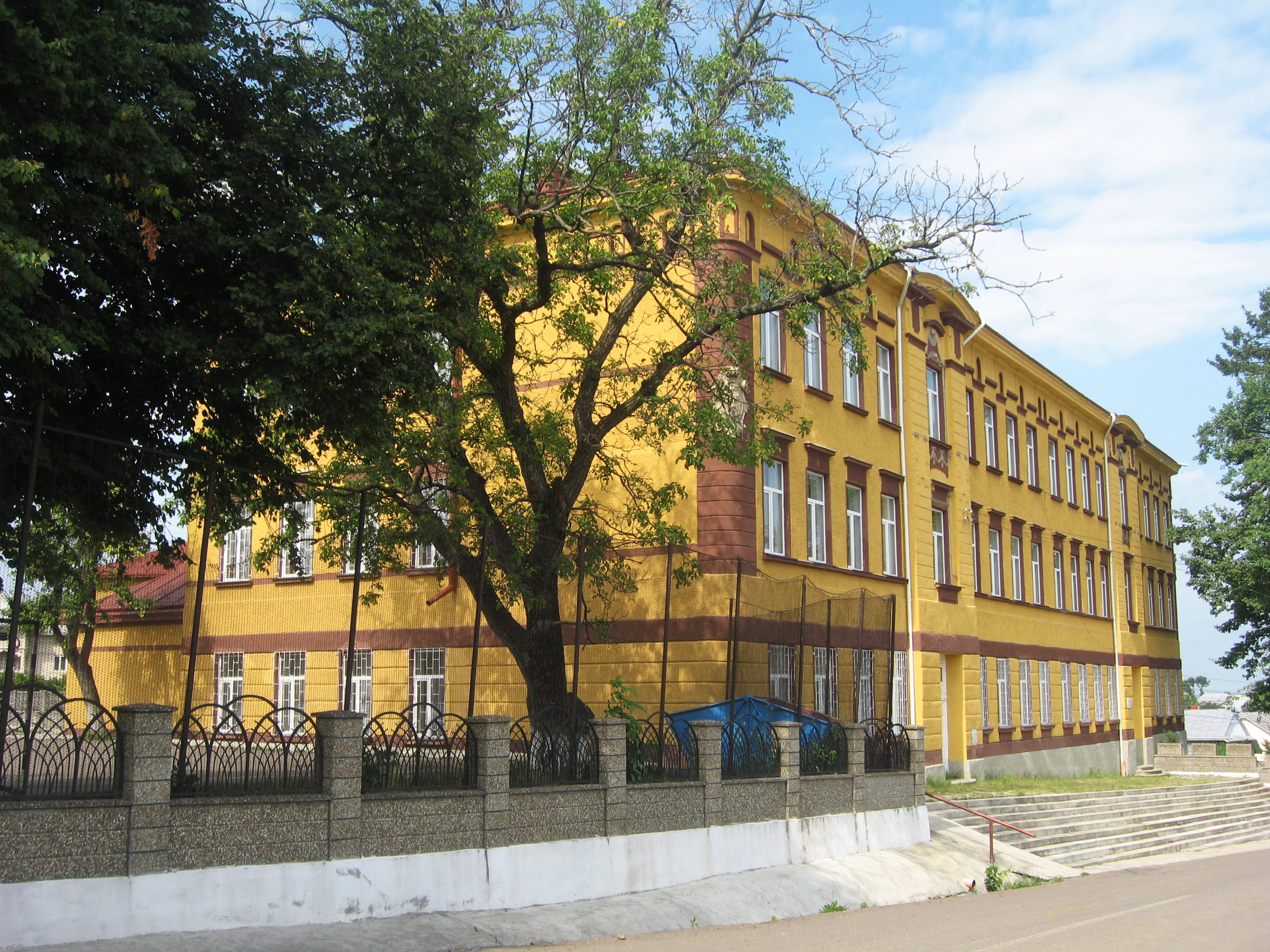
Şcoala din Bosanci, după renovare (2010)
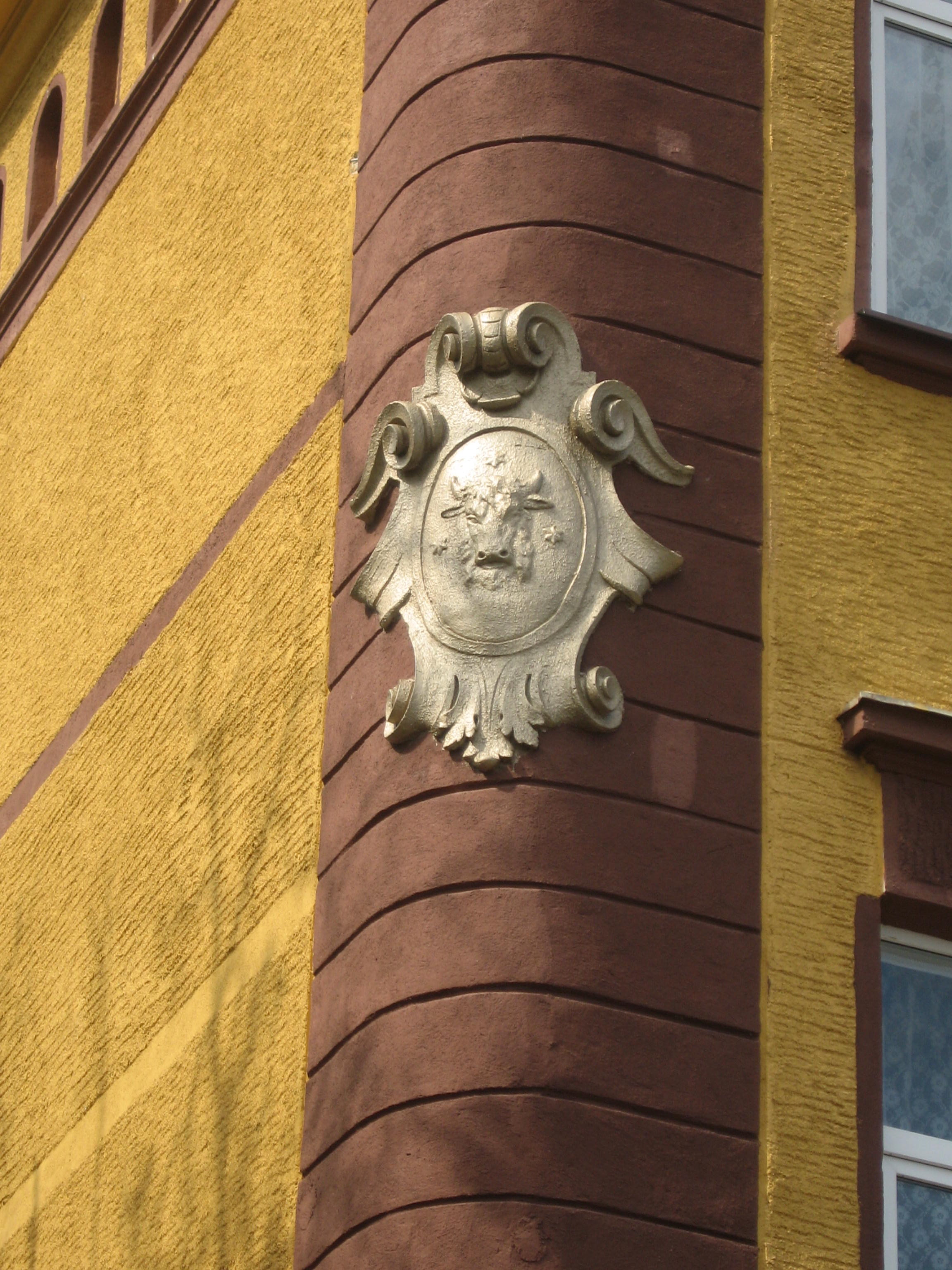
Stema Bucovinei pe clădirea Şcolii din Bosanci